# Survivors
Survivors – debiutancki album brytyjskiej grupy heavymetalowej Samson wydany w 1979 roku nakładem wydawnictwa Laser. Jej producentem był John McCoy.

## Lista utworów
Wszystkie utwory autorstwa Paula Samsona & Johna McCoya, prócz "Tomorrow or Yesterday" – P. Samson
1. "It's Not as Easy as It Seems" - 3:07
2. "I Wish I Was the Saddle of a Schoolgirl's Bike" - 3:09
3. "Big Brother" - 6:18
4. "Tomorrow or Yesterday" - 6:34
5. "Koz" (instrumental) - 4:26
6. "Six Foot Under" - 5:13
7. "Inside Out" - 4:10
8. "Wrong Side of Time" - 4:49

### Utwory bonusowe na wersji CD z wokalami Bruce'a Dickinsona
1. "It's Not as Easy as It Seems"
2. "I Wish I Was the Saddle of a Schoolgirl's Bike"
3. "Six Foot Under"
4. "Inside Out"
5. "Wrong Side of Time"

### Utwory bonusowe na wersji CD z 2001 roku
1. "Mr. Rock 'n' Roll" - 4:01
2. "The Shuffle" - 3:21

### Utwory bonusowe na wersji CD z 2001 roku z wokalami Bruce'a Dickinsona
1. "It's Not as Easy as It Seems" - 3:05
2. "I Wish I Was the Saddle of a Schoolgirl's Bike" - 3:02
3. "Big Brother" - 5:48
4. "Tomorrow or Yesterday" - 5:38
5. "Six Foot Under" - 5:14
6. "Inside Out" - 4:16
7. "Wrong Side of Time" - 4:47

## Muzycy
- Paul Samson – gitara, śpiew prowadzący
- Chris Aylmer – gitara basowa
- Thunderstick – perkusja
- Bruce Dickinson - śpiew prowadzący

### Dodatkowi
- John McCoy - gitara basowa, producent
- Colin Towns - keyboardy